# Парк «Аврора»
«Аврора» — парк, розташований між вулицями Стальського, Микитенка, Остафія Дашкевича і Воскресенським проспектом в Дніпровському районі Києва. 
Загальна площа становить 7,91 га.
Свою назву парк отримав через сусідство із кінотеатром «Аврора», який було знесено в 2005 році, на місці кінотеатру був побудований Торговельно-розважальний центр (ТРЦ «Квадрат»). Також в парку знаходиться церква адвентистів сьомого дня (в східній частині) і кінцева 22-го трамвайного маршруту (вулиця Бориспільська — проспект Воскресенський).